# Decimaal talstelsel
Het decimale talstelsel of tientallige talstelsel is een talstelsel om getallen weer te geven met behulp van de tien cijfers 0 tot en met 9. Het is een positiestelsel, waarin dus de plaats van een cijfer in het getal mede de bijdrage aan het getal bepaalt. De naam is afgeleid van het Latijnse woord decima, tiende deel (van decem, tien). Decimaal betekent tiendelig, tientallig. 

## Beschrijving

### Weergave van getallen in het decimale stelsel
Getallen in het decimale stelsel worden genoteerd met behulp van de tien cijfers: 0, 1, 2, 3, 4, 5, 6, 7, 8 en 9. De getallen 0 t/m 9 worden weergegeven door het enkele cijfer zelf. De getallen 10 t/m 99 worden weergegeven door twee cijfers, waarvan het linker cijfer het aantal tientallen aangeeft en het rechter cijfer het aantal eenheden. Zo is het getal 37 = 3 × 10 + 7 × 1. Het stelsel is een positiestelsel, de plaats van de 3 in 37 op de tweede positie betekent een bijdrage van 3 tientallen. Zo voortgaand worden de getallen 100 t/m 999 weergegeven met drie cijfers, waarbij het cijfer op de derde positie het aantal honderdtallen aangeeft: 837 = 8 × 100 + 3 × 10 + 7 × 1. Door combinaties (achter elkaar plaatsen) van cijfers kunnen alle natuurlijke getallen verkregen worden. 
Formeel: de rij cijfers 
{\displaystyle c_{n}c_{n-1}\ldots c_{1}c_{0}}
stelt in het decimale stelsel het getal 
{\displaystyle c_{n}\times 10^{n}+c_{n-1}\times 10^{n-1}+\ldots +c_{1}\times 10+c_{0}}
voor. Ieder natuurlijk getal kan op een unieke manier door zo'n rij cijfers worden voorgesteld. Ieder cijfer in een getal heeft een waarde die mede afhangt van de positie die het cijfer in het getal heeft. Iedere positie vertegenwoordigt een bepaalde macht van tien.
Negatieve getallen worden decimaal genoteerd door het plaatsen van een minteken vóór de rij cijfers.
Het getal 231475923 = 231.475.923, uitgeschreven: tweehonderdeenendertig miljoen vierhonderdvijfenzeventigduizend negenhonderddrieëntwintig, bestaat uit de volgende onderdelen:
| 108 | 107 | 106 | 105 | 104 | 103 | 102 | 101 | 100 | Wetenschappelijke notatie | Spreektaal Schrijfwijze                                                                  | Eenheid            |
| 2   |     |     |     |     |     |     |     |     | 2×108                     | Tweehonderdmiljoen                                                                       | 200 miljoen        |
|     | 3   |     |     |     |     |     |     |     | 3×107                     | Dertigmiljoen                                                                            | 30 miljoen         |
|     |     | 1   |     |     |     |     |     |     | 1×106                     | Miljoen                                                                                  | 1 miljoen          |
|     |     |     | 4   |     |     |     |     |     | 4×105                     | Vierhonderdduizend                                                                       | 400 duizend        |
|     |     |     |     | 7   |     |     |     |     | 7×104                     | Zeventigduizend                                                                          | 70 duizend         |
|     |     |     |     |     | 5   |     |     |     | 5×103                     | Vijfduizend                                                                              | 5 duizend          |
|     |     |     |     |     |     | 9   |     |     | 9×102                     | Negenhonderd                                                                             | 9 honderd          |
|     |     |     |     |     |     |     | 2   |     | 2×101                     | Twintig                                                                                  | 2 tientallen       |
|     |     |     |     |     |     |     |     | 3   | 3×100                     | Drie                                                                                     | 3 eenheden         |
| 2   | 3   | 1   | 4   | 7   | 5   | 9   | 2   | 3   | 231475923                 | Tweehonderdeenendertigmiljoen vierhonderdvijfenzeventigduizend negenhonderddrieëntwintig | 231475923 eenheden |

### Decimale breuk, fractie
De notatie kan worden uitgebreid om decimale breuken − dat zijn breuken met een macht van 10 als noemer − weer te geven. Het idee is dat elke eenheid kan worden opgedeeld in 10 tienden, een tiende weer in 10 honderdsten, enzovoort. Formeel wordt gebruikgemaakt van negatieve machten.
In het getal wordt na het cijfer dat de eenheden weergeeft, een komma geplaatst, en vervolgens gaat men gewoon verder met het systeem: het eerstvolgende cijfer geeft het aantal malen 10-1 (dus tienden) aan, het daaropvolgende cijfer het aantal malen 10-2 (honderdsten) enzovoort. Dit wordt voortgezet totdat er achter de komma (rechts van de komma) net zoveel cijfers staan als de macht van 10 van de noemer.
Formeel: de rij cijfers 
{\displaystyle c_{n}c_{n-1}\ldots c_{1}c_{0}\,,\,c_{-1}c_{-2}\ldots c_{-m}}
stelt in het decimale stelsel het getal 
{\displaystyle c_{n}\cdot 10^{n}+c_{n-1}\cdot 10^{n-1}+\ldots +c_{1}\cdot 10+c_{0}+c_{-1}\cdot 10^{-1}+c_{-2}\cdot 10^{-2}+\ldots +c_{-m}\cdot 10^{-m}}
voor.
Het deel bestaande uit de cijfers {\displaystyle c_{-1}c_{-2}\ldots c_{-m}} (dus het deel rechts van de komma), heet de fractie of het fractionele deel van het getal.
Voorbeeld. Met het getal {\displaystyle 24{,}35} wordt bedoeld: 2 tientallen + 4 eenheden + 3 tienden + 5 honderdste. Of ook:
{\displaystyle 24{,}35=24{\tfrac {35}{10^{2}}}=2\times 10+4\times 1+3\times {\tfrac {1}{10}}+5\times {\tfrac {1}{100}}}
De plaats van de komma in het getal is in deze notatie cruciaal: het is het referentiepunt waaraan gezien kan worden welk deel van het getal de gehele waarde representeert en welk deel de fractie. Het eerste cijfer links van de komma geeft de eenheden weer, het eerste cijfer rechts van de komma de tienden. Indien het getal geen fractioneel deel heeft, wordt de komma weggelaten; het laatste cijfer (het meest rechtse) is in dat geval het referentiepunt.
Niet elke breuk van de vorm {\displaystyle {\tfrac {n}{m}}} kan met een eindig aantal cijfers achter de komma geschreven worden. Soms ontstaat ergens achter de komma een zich herhalende groep van een of meer cijfers. Een voorbeeld hiervan is {\displaystyle {\tfrac {1}{3}}}, waarbij in de decimale notatie achter de komma een oneindig aantal drieën staat: {\displaystyle 0{,}333\ldots } Zo'n getal is een repeterende breuk.

### Irrationale getallen
Elke breuk, en dus elk rationaal getal, kan eenduidig in het decimale stelsel voorgesteld worden, als gewone of repeterende decimale breuk. Een irrationaal getal kan slechts benaderend decimaal voorgesteld worden, door een, voor de verlangde nauwkeurigheid, voldoende aantal cijfers achter de komma. Van het bekende irrationale getal π is inmiddels een zeer groot aantal decimale cijfers bekend, mede omdat het een soort sport is steeds weer volgende decimalen te bepalen.

## Uitspraak
Als decimale getallen worden uitgesproken, gebeurt dat meestal van links naar rechts in deze groepjes van 3 cijfers, die elk als 3-cijferig getal worden uitgesproken, gevolgd door de vermenigvuldigingsfactor die met hun positie overeenkomt:
| Miljoenen | Miljoenen | Miljoenen | Duizendtallen | Duizendtallen | Duizendtallen | Eenheden | Eenheden | Eenheden | Wetenschappelijke notatie | Spreektaal Schrijfwijze                                                                  |
| --------- | --------- | --------- | ------------- | ------------- | ------------- | -------- | -------- | -------- | ------------------------- | ---------------------------------------------------------------------------------------- |
| 2         | 3         | 1         |               |               |               |          |          |          | 2,31×108                  | Tweehonderdeenendertigmiljoen                                                            |
|           |           |           | 4             | 7             | 5             |          |          |          | 4,75×105                  | Vierhonderdvijfenzeventigduizend                                                         |
|           |           |           |               |               |               | 9        | 2        | 3        | 9,23×102                  | Negenhonderddrieëntwintig                                                                |
| 2         | 3         | 1         | 4             | 7             | 5             | 9        | 2        | 3        | 2,31475923×108            | Tweehonderdeenendertigmiljoen vierhonderdvijfenzeventigduizend negenhonderddrieëntwintig |

In sommige talen worden getallen tussen 1101 en 9999 ook in groepen van twee cijfers uitgesproken: 1531 is vijftienhonderdeenendertig. In het Nederlands is dat gebruikelijk als het tweede cijfer geen nul is. In een jaartal wordt 'honderd' meestal weggelaten, tenzij het een eeuwjaar is.
Deze opdeling is ook nuttig voor cijfers achter de komma (132,035100 = honderdtweeëndertig, vijfendertig duizendste en 100 miljoenste). Dat wordt echter op de meeste scholen niet voldoende aangeleerd. Dan worden cijfers achter de komma stuk voor stuk uitgesproken (hondertweeëndertig-komma-nul-drie-vijf-een-nul-nul) waardoor de interpretatie van het getal wordt bemoeilijkt.
In het Nederlands worden groepen van twee cijfers uitgesproken (groter dan twaalf) in de volgorde eenheden - tientallen, zij het dat dertien en veertien een afwijkende vorm voor drie en vier gebruiken. Dat is niet in alle talen zo. In het Engels draait men vanaf twintig de volgorde om. Zo wordt vijfendertig bijvoorbeeld uitgesproken als thirty(-and-)five (dertig-vijf). In het Frans wordt die volgorde al vanaf zeventien (dix-sept, tien-zeven) gebruikt. In Frankrijk komt verder na soixante-neuf (zestig-negen oftewel 69) het getal soixante-dix (zestig-tien, 70). Dat loopt door tot en met soixante-dix-neuf (zestig-tien-negen, 79), waarna quatre-vingts (vier-twintigen, 80) tot en met quatre-vingts-dix-neuf (99) volgen. In sommige andere landen waar Frans wordt gesproken, zijn wel woorden voor zeventig, tachtig en negentig, maar ook dan wordt het tiental vóór de eenheden uitgesproken. Het Duits gebruikt dezelfde volgorde als het Nederlands.

### Groepering

#### Getallen
| Notatie                                    | getal              | Miljard | Miljoen | Duizend | Een |
| ------------------------------------------ | ------------------ | ------- | ------- | ------- | --- |
| China, India, Angelsaksische landen, Japan | 583,231,475,923.00 | 583     | 231     | 475     | 923 |
| Vasteland van Europa                       | 583.231.475.923,00 | 583     | 231     | 475     | 923 |
| Zwitserland                                | 583’231’475’923,00 | 583     | 231     | 475     | 923 |
| ISO-standaard (31-0)                       | 583 231 475 923,00 | 583     | 231     | 475     | 923 |

De groepjes van drie cijfers waarin een getal wordt uitgesproken, worden ook vaak gescheiden genoteerd, gescheiden door punten, komma's of spaties. Dit wordt gedaan om de leesbaarheid te vergroten. Hiermee wordt achteraan begonnen (dus op de plek van het decimaalteken). Het fractionele deel wordt niet met punten gegroepeerd (maar soms wel met spaties).
In China, India, de Angelsaksische landen en Japan wordt een komma gebruikt voor de groepering en een punt als decimaalteken. Op een groot deel van het Europese vasteland is dat andersom: een punt voor de groepering en een komma als decimaalteken. In Zwitserland wordt een apostrof gebruikt voor de groepering (en een komma als decimaalteken).
Om verwarring te voorkomen schrijft een ISO-richtlijn voor dat (smalle,  harde) spaties de voorkeur hebben voor de groepering.
In India, Pakistan en andere Aziatische landen is ook een methode in gebruik waarbij gegroepeerd wordt op honderdduizend- en tienmiljoentallen. Voor honderdduizend wordt het woord lakh gebruikt. 10 lakh is 1 miljoen en wordt geschreven als 10,00,000. Crore, oftewel 100 lakh (10 miljoen), wordt geschreven als 1,00,00,000.

#### Getallen van vier cijfers
Bij getallen van maximaal vier cijfers (dus ook jaartallen) is groepering niet nodig, men vindt deze getallen ook zonder groepering overzichtelijk. Dit geldt vooral in talen (waaronder het Nederlands) waarin deze getallen in honderdtallen worden uitgesproken (bijvoorbeeld 1945, negentien(honderd)vijfenveertig).
In sommige andere talen is dat anders. Zo schrijft men in bijvoorbeeld het Spaans 1.945, zelfs als het om een jaartal gaat. Dat komt overeen met de uitspraak: (vertaald) "duizend negenhonderdvijfenveertig". Men spreekt dus in duizendtallen, niet in honderdtallen.

#### Nummers
De eerder beschreven groepering wordt toegepast bij weergave van getallen. Bij nummers zoals telefoon-, bankrekening- of burgerservicenummers, die ook uit cijfers bestaan, wordt het indelen in groepjes anders gedaan. Ook de uitspraak is anders.

### Decimaal, als aanduiding van nauwkeurigheid
| Notatie                 | getal       | Aantal decimalen nauwkeurig |
| ----------------------- | ----------- | --------------------------- |
| China, India, VS, Japan | 475.923     | 3                           |
| vasteland van Europa    | 475,923     | 3                           |
| Wetenschappelijk        | 4,75923×102 | 3                           |

Uitsluitend in het tientallige stelsel wordt een komma als scheidingsteken gebruikt. De cijfers achter de komma worden nu ook decimalen genoemd. Een getal met twee decimalen is ieder willekeurig getal waarbij twee cijfers achter de komma staan. Eventuele volgnullen veranderen de waarde van het getal niet (2,50 is evenveel als 2,5) maar het aantal decimalen is vaak wel een indicatie van de nauwkeurigheid van het getal, ofwel de mate van afronding.

## Andere talstelsels
Traditioneel telt de mens met zijn vingers van één tot tien, bijvoorbeeld door telkens één vinger te strekken en de andere vingers te buigen. Ongetwijfeld is het daardoor dat wij het tientallig stelsel gebruiken. In sommige culturen werd ook twintigtallig gewerkt, doordat men op vingers en tenen telde. Een erfenis daarvan is het Franse woord voor 80, quatre-vingts, dat letterlijk 4 keer 20 betekent. De Soemeriërs en Babyloniërs gebruikten een zestigtallig stelsel, wat nog altijd naklinkt in de verdeling van uren in minuten en die van minuten in seconden. De Mesopotamiërs gebruikten een twaalftallig stelsel.
In moderne digitale elektronica wordt gebruikgemaakt van het binaire (tweetallige) stelsel, omdat de twee waarden 0 en 1 goed kunnen worden afgebeeld op de aan- en uitstatus van een schakelaar. Bij het programmeren van computers wordt soms gebruikgemaakt van het octale (achttallige) of het hexadecimale (zestientallige) stelsel, wat kan worden gezien als een overzichtelijker notatie van het binaire stelsel.